# Becplaner becgroc
El becplaner becgroc (Platalea flavipes) és una espècie d'ocell de la família dels tresquiornítids (Threskiornithidae) que habita els aiguamolls, estanys i pantans d'Austràlia.